# Ortuño
Aquest cas és la descripció del motor creat per l'enginyer José Ortuño García, que va dissenyar un motor de doble cursa, anomenat Motor Ortuño.

## Petita ressenya bibliogràfica
José Ortuño García, està doctorat com Enginyer Aeronàutic, i té diverses patents reconegudes

### Patents registrades
- 1957 – Un nou motor d'explosió, patent nº 230551
- 1959 – Motor de curses diferents, patent nº 249247
- 1966 – Un procediment per millorar l'equilibratge en els motors alternatius biela-manovella, patent nº 314171
- 1967 – Un sistema d'equilibratge perfecte per a motors de combustió i màquines similars, patent nº 337185
- 1968 – Un sistema perfeccionat per a motors de combustió i màquines similars, patent nº 339009
- 1968 – Un sistema per utilitzar combustibles pesats en motors d'explosió, patent nº 341750
- 1974 – Millores introduïdes en la combustió dels motors d'explosió, patent nº 385903
- 1976 – Dispositiu de contactes elèctrics, referencia U0205749
- 1976 – Dispositiu per millorar el lliscament dels èmbols, referència U0207545
- 1976 – Millores introduïdes en la construcció de motors Stirling, patent nº 412420
- 1976 – Millores introduïdes en la construcció de compressors i màquines similars, patent nº 417158
- 1976 – Embol perfeccionat, patent nº 432031
- 1977 – Un mecanisme de conversió de moviment continu en un altre discontinu amb aturada entre eixos no paral·lels, patent nº 438244
- 1977 – Nova màquina compressora i d'expansió per a fluids, patent nº 449958
- 1978 – Màquina enrotlladora, juntament amb Manuel García García, patent nº 461112

## Descripció del motor
Es tracta d'un motor d'estructura doble estrella, en dues estrelles de tres cilindres, desfasades 60º per millorar la refrigeració, però aquí acaba la similitud amb un motor tradicional, ja que el coll del cigonyal, no descriu un cercle, si no una corba epicicloïdal de tres lòbuls, aconseguint que la cursa d'expansió sigui gairebé el doble que la d'admissió. Això s'aconsegueix perquè el cigonyal actua com un satèl·lit d'un tren epicicloïdal, que alenteix l'eix motor a la meitat de les voltes del cigonyal, cosa per altra banda és beneficiosa per la velocitat de rotació de l'hèlix, i també actua com arbre de lleves. També comporta que la cursa d'expansió i expulsió, sigui quasi el doble que la d'admissió compressió. O, cosa que és el mateix, que cada pistó té dos punts morts inferiors, sent el punt mort superior sempre el mateix.
Segons el que ja estat exposat, reporta una sèrie d'avantatges, i segons la patent són les següents:
- Augment de rendiment tèrmic, ja que s'aprofita més la cursa de treball (expansió dels gasos).
- Menor consum de combustible, per l'augment de rendiment.
- Menor contaminació acústica, per disminuir la velocitat de sortida dels gasos d'escapament.
- Millor aprofitament aeronàutic, ja que l'hèlix, està sotmesa a la meitat de règim del que gira el motor.

Aquest motor ha estat sotmès a proves en el INTA i sobre una avioneta CASA-Büker 1.131 (versió de la Büker 131, fabricada per CASA) equipada en un principi per un motor Elizalde Tigre.

## Motor existent
Existeix el motor exposat en el museu de l'Exèrcit de l'Aire de Cuatro Vientos, hangar nº 2, catalogat en el lloc 36.